# Henri Brasseur
 (octobre 2020).
Henri Brasseur né à Liège le 13 août 1918 et mort dans la même ville le 22 mai 1981 est un peintre et photographe belge.

## Biographie
Henri Brasseur naît à Liège le 13 août 1918. En 1934, après des études secondaires générales à l'école moyenne Jonfosse, il entre à l’Académie des beaux-arts de Liège, où il enseignera par la suite, pour y apprendre le dessin, dans l’optique de reprendre le métier de son père, graveur lithographe. Il y est l'élève d'Auguste Mambour, Adrien Dupagne et Edgar Scauflaire.
C'est un peintre de la jeunesse avant tout, dans un style classique mais épuré et monumental.
L'obtention du premier prix de Rome belge en peinture de 1943 marque le début de sa carrière d'artiste et lui ouvre les portes de l'enseignement.
Reconnu et apprécié par ses pairs, son œuvre reste malgré tout peu connue du grand public. Grand dépressif, il sort peu, mais participe néanmoins à quelques expositions personnelles à Liège au Cercle royal des beaux-arts et à l'Association pour le progrès intellectuel et artistique de la Wallonie, et à quelques salons, dont ceux de la Jeune Peinture Belge, à Paris, La Haye, Zurich, Stockholm…
Sa dernière œuvre picturale, Tireur Olympique (musée des Beaux-Arts de Liège), date de 1964.
Lassé de la peinture et se tourne vers la photographie et réalise de nombreuses diapositives.
Henri Brasseur meurt à Liège le 22 mai 1981.

## Œuvre
À la recherche perpétuelle de la vie qui trouve son plein épanouissement dans la jeunesse, Henri Brasseur ne cessera de la sublimer. Élève d'Auguste Mambour, il en gardera la monumentalité, un sens de la composition structurée et une grande exigence plastique.
Bon dessinateur et titulaire de l'atelier supérieur de dessin à l'Académie des beaux-arts de Liège, il se sent cantonné comme tel et, pour rappeler qu'il est avant tout un peintre, il réalise le Mythe de la forme et de la couleur (1946, collections Belfius), démentant ainsi l'opinion répandue selon laquelle un artiste est soit un peintre ou un dessinateur, mais ne peut être les deux à la fois. Il ne peindra, ne dessinera, ne photographiera que des individus dans leur jeunesse.
Malgré ses problèmes de santé — anxiété et dépression — il ne perd pas son émerveillement devant la vie mais la peinture lui devient insupportable.
Un de ses élèves, Jean-Claude Vandormael, graveur et photographe, lui fait découvrir la photographie. Mais s'il pouvait peindre et dessiner sans modèle, il ne peut s'en passer pour la photographie.Son choix se porte alors sur une petite poupée en porcelaine qui avait appartenu à sa belle-mère. Dans une expérience unique et poétique, il en réalise des centaines de diapositives sur plusieurs années. Il montre cette poupée sous tous ses aspects, à toutes les saisons, sous toutes les lumières, dans toutes ses toilettes, dans tous les décors, avec ou sans bijoux, tantôt femme, tantôt enfant, tantôt simplement poupée.
Le sujet épuisé, il éprouve le besoin de revenir au modèle vivant. Le marché de la Batte à Liège où les flâneurs sont nombreux et faciles à surprendre, sera son principal terrain de chasse.
Ce qui l'émerveille, c'est plus ces jeunes modèles inconnus que les photographies qu'il en tire. Celles-ci ne sont qu'une mise en mémoire de ce que l’œil a vu. La véritable œuvre d'art, c'est la vie. C'est là l'aboutissement logique, la conclusion de sa démarche d'artiste.

## Œuvres dans les collections publiques
- Li côp d'pêd qui fait l'bon hotchet (chant wallon), 1942, Liège, théâtre du Trianon.
- Trompette, 1947, musée des Beaux-Arts de Liège
- La Paix, 1951, musée des Beaux-Arts de Liège
- Tireur Olympique, 1964, musée des Beaux-Arts de Liège
- Nature morte, Liège, palais des princes-évêques.
- Cow-boy, 1946, Bruxelles, ministère de la Culture, administration des Beaux-Arts.
- Ceux-là, 1955, Liège (Angleur), château de Péralta, dépôt du musée de l'Art Wallon.

## Récompenses
- 1938 : prix Marie de peinture décorative.
- 1940 : prix Marie d'Arts appliqués.
- 1941 : prix Marie de peinture de chevalet.
- 1942 : prix Halbart.
- 1943 : prix Marie pour le dessin.
- 1943 : premier prix de Rome belge de peinture.